# Университетский проспект (Новосибирск)
Университе́тский проспект — улица в Новосибирске, в Верхней зоне Академгородка (Советский район).
Начинается от Бердского шоссе и заканчивается на перекрёстке Университетского проспекта, проспекта Академика Коптюга, улицы Ляпунова и улицы Терешковой. (Первоначально при строительстве Академгородка Университетский проспект включал в себя Проспект Академика Коптюга.) Большая часть улицы проходит через лес, официально к проспекту относится только одно строение (д. 2) и его корпуса. 
Получил своё название от Новосибирского Государственного Университета. 

## Строения
- Лесничество (д. 2)
- «Старый» корпус НГУ 1959 года (Пирогова, 2)
- «Новый» корпус НГУ 2015 года (Пирогова, 1)